# رود سرخ (آسیا)
 رود سرخ رودی است که از استان یون‌نان از منطقه جنوب باختری چین سرچشمه می‌گیرد و با گذر از مناطق شمالی ویتنام به خلیج تونکین می‌ریزد.